# Steven Schick
Steven Schick   (1954) és un percussionista, director, autor i professor nord-americà especialitzat en música contemporània. Neix i creix en una família de grangers a Lowa. Des de fa 40 ha participat en l'estrena de més de 150 noves obres de música contemporània.
És de les figures solistes del món de la percussió contemporània més representativa en aquest moment.
Schick és director musical a La Jolla Symphony and Chorus i director artístic a San Francisco Contemporary Music Players. També manté una activitat viva en diferents orquestres europees o americanes, com a director convidat, com ara la BBC Scotish Sympohony Orchestra, la Saint Paul Chamber Orchestra, Ensemble Modern, i l'Asko/Schonberg Ensemble, entre d'altres.
Va ser membre fundador de Bang on a Can All-Stars (1992-2002) i Director artístic del Centre Internacional de Percussió de Ginebra (Suïssa, 2002-4). Ensenya a la Universitat de Califòrnia, San Diego, on dirigeix el grup de percussió Xarxa fish, blue fish.
El llibre sobre música només per a percussió, The percussionist's art: Same bed, different drums, va ser publicat per la "University of Rochester Press" al maig del 2006. El seu enregistrament de The Mathematics of Resonant Bodies de John Luther Adams va ser publicat per Cantaloupe Music. Mode Records va publicar un conjunt de 3 CD de la música completa de percussió de Iannis Xenakis, realitzat en col·laboració amb el Xarxa fish, blue fish.
El febrer de 2011, Schick va ser nomenat director dels San Francisco Contemporary Music Players. Substitueix el mestre David Milnes, que va renunciar el 2009.
El 2012 es va convertir en el primer artista en residència amb l'Ensemble Internacional Contemporani (ICE).